# Cladosporium ramulosum
Cladosporium ramulosum är en svampart som beskrevs av Reissek 1851. Cladosporium ramulosum ingår i släktet Cladosporium och familjen Davidiellaceae.   Inga underarter finns listade i Catalogue of Life.